# Michael Friis
Michael Friis (* 11. Juni 1950 in Kopenhagen, Dänemark; † 23. Dezember 2023) war ein dänischer Bassgitarrist, Komponist, Musikproduzent, Orchesterleiter und Schauspieler.

## Leben
Friis spielte als Bassist unter anderem meist mit dem Musiker Sebastian (alias Knud Torben Grabow Christensen), Søren Kragh-Jacobsen, Lis Sørensen und mit dem Folkmusik-Duo Lasse & Mathilde. Als Bassist spielte er meistens auf einem Fretless Bass der Marke Mørch. Zeitweise war er Mitglied in verschiedenen Bands und Musikgruppen, so unter anderem in der Rockband Culpeper’s Orchard und bei dem Jazz-Orchester Anima (Band). Er war auch Vorsitzender des Musikhauses in Rønne auf Bornholm. In den letzten Jahren konnte er in vielen Kontexten mit seinem Schaffen als aktiver Musiker einen großen Einfluss auf die einheimische Musik und Kultur nehmen, wie z. B. auf den alljährlichen Bornholmer Revuen und mit seinen vielen Auftritten in Dänemark sowie mit seinem Blues Clinics und Jamsessions.
Friis arbeitete ebenfalls aktiv an einigen dänischen Theaterprojekten mit, zuletzt im Betty Nansen Teatret in Frederiksberg. Des Weiteren wirkte er als Komponist und Musiker sowie auch als Filmschauspieler bei einigen dänischen Film- und Fernsehproduktionen mit und trat in einigen dänischen Fernsehshows auf.

## Filmografie

### Komponist
- 1987: Dragonslayer Quark
- 1987: Merry Quarkmas
- 1987: Quark and the Mosquitos
- 1987: Quark and the Princess
- 1987: Quark and the Vikings
- 1987: Quark and the Highway Robber
- 1987: Baby Quark
- 1989: Retfærdighedens rytter
- 1995: Elsker elsker ikke...
- 1999: Det der om morg'nen (Fernsehserie)

### Soundtrack
- 1985: Rock for Afrika (Fernsehshow)

### Darsteller
- 1980: Sebastian & Lis Sørensen als selbst (Fernsehshow)
- 1985: Rock for Afrika als er selbst
- 1990: Die Geburtstagsreise (Kaj's fødselsdag) als Lastwagenfahrer
- 1991: Die Jungen von St. Petri (Drengene fra Sankt Petri) als Fährmann
- 1992: Russian Pizza Blues
- 1995: Alletiders nisse als Großmogul (Fernsehserie)
- 1999: Olsen-bandens første kup als auswärtiger Herr (dänische Weihnachtsserie)
- 1999: Det der om morg'nen
- 1995: Eleva2ren als er selbst – Musiker